# Hainault (Londres)
Hainault est une zone anglaise située au nord-est de Londres, dans le borough londonien de Redbridge.
Le 30 avril 2024, dans la matinée, à proximité d'une station de métro de Hainault, un homme de 36 ans attaque au sabre 5 personnes dont un garçon de 14 ans qui décède.